# Aetheomorpha nagaensis
Aetheomorpha nagaensis is een keversoort uit de familie bladkevers (Chrysomelidae). De wetenschappelijke naam van de soort werd in 1908 gepubliceerd door Martin Jacoby.